# جبال البابور
جبال البابور (به عربی: جبال البابور) یک کوه در الجزایر است که در Petite Kabylie, Algeria واقع شده‌است.
 جبال البابور   ۲٬۰۰۴ متر بالاتر از سطح دریا واقع شده‌است.